# Дюймовочка (мультфильм, 1964)
«Дюймовочка» — советский рисованный мультфильм 1964 года Леонида Амальрика по сказке Андерсена.

## Сюжет
Жила на свете одна женщина и не было у неё детей.

Решила она пойти…

к колдунье.
Она была добрая и дала женщине ячменное зёрнышко, из которого в горшке вырос прекрасный цветок. Когда бутон раскрылся, там оказалась маленькая девочка ростом не больше дюйма. Поэтому её и назвали Дюймовочкой.
Дюймовочка была очень приветливой и милой. Она жила на туалетном столике своей приёмной матери и спала в кроватке из ореховой скорлупы. Однажды её заметила болотная жаба и решила, что Дюймовочка сможет стать прекрасной парой для её сына. Ночью жаба выкрала спящую Дюймовочку и принесла её своему сыну. Они поместили Дюймовочку на лист водяной лилии.
Но девочка не хотела замуж за сына жабы. Она горько плакала, и на помощь девочке пришли рыбы. Они позвали рака-отшельника, тот перекусил своей клешнёй стебель листка, мотыльки подхватили поясок Дюймовочки, и лист поплыл по воде. Жабы бросились в погоню. Поясок неожиданно порвался, и жабы уже почти догнали девочку, но в этот момент майский жук подхватил её на лету. Он перенёс её на дерево, где у него было жилище, и предложил Дюймовочке стать его женой. Дюймовочке понравилось предложение хруща, но проблема оказалась в том, что сама она не понравилась друзьям жука, и он тут же от неё отказался.
Бедная Дюймовочка осталась жить в лесу одна. Так она прожила всё лето и осень, а глубокой зимой замерзающую Дюймовочку обнаружила полевая мышь, которая приютила её у себя в норе. Мышь решила устроить счастье девочки, выдав её замуж за своего богатого соседа Крота. Крот был очень состоятельным и скупым. Ему понравилось, что Дюймовочка очень мало ела, и он согласился жениться. Девочка не хотела выходить замуж и жить в подземелье. Она попросилась выйти наверх, чтобы попрощаться с солнцем, и там неожиданно встретила ласточку, которую когда-то, умирающую, спасла и вылечила.
Ласточка забрала Дюймовочку в тёплые края. Там девочку встретили эльфы, и принц эльфов предложил ей руку и сердце, на что Дюймовочка согласилась.

## Создатели
| Сценарий                                | Николай Эрдман |
| Режиссёр                                | Леонид Амальрик |
| Художники-постановщики                  | Надежда Привалова, Татьяна Сазонова |
| Композитор                              | Никита Богословский |
| Оператор                                | Михаил Друян |
| Звукооператор                           | Георгий Мартынюк |
| Художники-мультипликаторы и декораторы: | Рената Миренкова, Владимир Арбеков, Иван Давыдов, Александр Давыдов, Ольга Столбова, Марина Восканьянц, Юрий Бутырин, Елизавета Комова, Татьяна Таранович, Иосиф Куроян, Антонина Коровина, Лидия Резцова, Ольга Геммерлинг, Вера Валерианова, В. Максимович, Галина Андреева, М. Русанова, Борис Садовников, Елена Танненберг                             |
| Роли озвучивали:                        | Галина Новожилова — Дюймовочка, четвёртая гусеница Елена Понсова — жаба-мать, мышь Михаил Яншин — крот Сергей Мартинсон — майский жук Виктор Авдюшко — жаба-сын Эраст Гарин — рак Иван Власов — принц эльфов Ирина Потоцкая — жёлтая рыбка, первая гусеница, ласточка Тамара Дмитриева — красная рыбка, вторая гусеница Марианна Тархова — третья гусеница |
| Текст читает                            | Эммануил Каминка |